# 胡天泉
胡天泉（1934年—2025年7月2日），中華人民共和國笙吹奏家，山西省忻縣（今忻府區）人，笙晉派代表演奏家，他在1956年與作曲家董洪德合作創作的傳統笙獨奏曲《鳳凰展翅》被公認為是第一首笙獨奏曲。
1957年在莫斯科第六届世界青年联欢节上以《凤凰展翅》獲得金质奖章。